# روسانو گالتاروسا
روسانو گالتاروسا (به انگلیسی: Rossano Galtarossa) (زادهٔ ۶ ژوئیهٔ ۱۹۷۲) شناگر اهل ایتالیا است.